# Sven Lindqvist (naturgeograf)
Sven Lindqvist, född 1939, är en svensk naturgeograf. Lindqvist blev professor vid Göteborgs universitet år 1984.
Lindqvist har främst forskat på lokalklimatologi och dess tillämpningar. Speciellt har hans forskning rört bebyggelse- och vägklimat, och han har även varit med och tagit fram vägväderinformationssystem åt Vägverket.